# Laura Alonso Padín

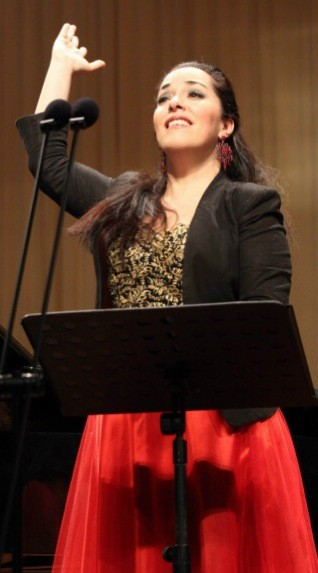
Laura Alonso Padín (2014)

Laura Alonso Padín, auch Laura Alonso (* 2. Januar 1976 in Vilagarcía de Arousa, Spanien) ist eine spanische Opernsängerin (Sopran).

## Leben
Laura Alonso Padín studierte zunächst Violine, bevor sie ein Stipendium der Alexander-von-Humboldt-Stiftung erhielt und ihre Ausbildung im Fach Gesang an der Hochschule für Musik Karlsruhe weiterführte. Zu ihren Lehrern zählten Aldo Baldin, Anna Reynolds, Jean Cox und Hartmut Höll.
Sie lebt zurzeit in Berlin und verfolgt weiterhin ihre musikalische Fortbildung unter Paola Leolini in Rom.

## Künstlerische Karriere
Laura Alonso Padín hat an vielen renommierten Opernhäusern gesungen und Konzerte mit den großen Orchestern und Dirigenten des zeitgenössischen Musiklebens gegeben. Außer in vielen bedeutenden europäischen Opern- und Konzerthäusern sang sie auch in USA, Asien, und in arabischen Ländern.
Mit 23 Jahren wurde sie Ensemblemitglied des Aalto-Theater in Essen. Für ihre Leistungen erhielt sie den Preis als beste Nachwuchskünstlerin des Aalto-Theaters.
Unter ihren jüngsten Projekten ist die Interpretation der Giulia in Die seidene Leiter von Rossini zu nennen, die sie während einer Europatournee mit dem Freiburger Barockorchester unter der musikalischen Leitung von Attilio Cremonesi gab.
Zu ihrem Repertoire gehören neben allen großen Sopranpartien der Opern von Bellini, Rossini, Donizetti, Puccini und Verdi auch die deutsche und französische Opernliteratur, wie Mozart, Richard Strauss oder Meyerbeer und Offenbach und reicht bis zu Alban Bergs Lulu, Claude Debussys Pelléas und Mélisande oder Francis Poulencs Dialogue des Carmélites.
2019 sang sie erneut Violetta aus La Traviata, sowie Leonora (Il Trovatore), Aida, Tosca, Turandot (Hauptrolle) und hatte viele Vorstellungen von Madama Butterfly in Morelia (Mexiko), in Santiago de Compostela und in vielen anderen Städten Spaniens.
Neben ihrer Karriere als Opernsängerin hat sie sich auch als Liedsängerin einen Namen gemacht. Zu ihrem Liederrepertoire zählen Kompositionen von Schumann, Schubert, Alban Berg, Leo Delibes, Reynaldo Hahn, Maurice Ravel, Henri Duparc sowie der Italiener Ermanno Wolf-Ferrari, Franco Alfano, Leoncavallo oder Respighi.

## Preise
- 1. Preis beim internationalen Gesangswettbewerb Alfredo Kraus[2]
- 1. Preis beim Internationalen Gesangswettbewerb von Verviers
- 1. Preis beim „Franco Corelli Wettbewerb“ und beim internationalen Wettbewerb für Operngesang Jaume Aragall
- Preis der französischen Schallplattenkritik Diapason d’or

## Diskografie
- Col sorriso d’innocenza Belcanto-Arien von Laura Alonso Padín. Dirigiert von Alexander Livenson. Orquesta Filarmónica de Málaga. Komponisten u. a. Bellini, Rossini, Donizetti. Label: Columna Musica, Spanien.
- Lua Descolorida Musik aus Galicien mit Laura Alonso Padín soprano. Juan Manuel Varela, piano. Lieder von Osvaldo Golijov und Antón García Abril. Label: Columna Musica, Spanien.
- Antoloxía Vol. 1 A canción de Concerto: Antoloxía Vol. 1. Laura Alonso Padín, soprano. Manuel Burgueras, piano. Cancións sobre textos literarios galegos. Edicións Xerais de Galicia.
- Tutto Verdi Tutto Verdi aus dem Aalto-Theater in Essen. Benefizveranstaltung für den Wiederaufbau des Theaters La Fenice in Venedig.
- Na Boca Das Camelias Laura Alonso Padín, soprano. Juan Manuel Varela, piano. Musik aus Galicien von verschiedenen Komponisten.
- Giulio Cesare Antonio Sartorio: Giulio Cesare in Egitto. Dirigiert von: Attilio Cremonesi. Innsbrucker Barockfestspiele. Laura Alonso Padín als Cleopatra. Label: ORF, Österreich.